# Rubens Bomtempo
Rubens José França Bomtempo (Petrópolis, 24 de janeiro de 1962) é um médico e político brasileiro, filiado ao Partido Socialista Brasileiro (PSB). Foi o prefeito de Petrópolis em quatro oportunidades (2001-2004, 2005-2008, 2013-2016 e 2021-2024). É filho do médico e político Rubens de Castro Bomtempo, que foi prefeito de Petrópolis em 1964, sendo cassado pelo regime militar.

## Carreira política
Foi eleito prefeito em 2000, pelo PDT, e reeleito no primeiro turno em 2004, pelo PSB. No ano de 2006 recebeu o Prêmio Prefeito Empreendedor, realizado pelo Serviço Brasileiro de Apoio às Micro e Pequenas Empresas (SEBRAE), na categoria Tratamento Diferenciado para as Micro e Pequenas Empresas. A premiação foi o resultado do conjunto de soluções adotado para fomentar e fortalecer as micro e pequenas empresas da cidade de Petrópolis durante os dois mandatos, a partir da implantação da lei de incentivos fiscais, que facilitou a abertura de empresas e gerou empregos na cidade.
Nos dois primeiros mandatos, foi responsável por obras importantes, como a Revitalização do Centro Histórico, a transferência da Rodoviária para o Bingen e a chegada do gás natural a Petrópolis, além da construção de 30 novas escolas municipais, Postos de Saúde da Família e a implantação do programa de segurança alimentar "Cesta Cheia, Família Feliz".
Em 2012, Bomtempo voltou a disputar as eleições para a Prefeitura e foi eleito no segundo turno, derrotando o candidato Bernardo Rossi (PMDB).
No terceiro período de mandato, Bomtempo reformou o Hospital Alcides Carneiro e foi responsável por trazer a Universidade Federal Fluminense, terceira instituição pública de ensino superior do município. Bomtempo também recapeou importantes vias da cidade, ampliou o número de vagas na Educação Infantil e garantiu o funcionamento das Unidades de Pronto-Atendimento, mesmo com a falta de repasses do Governo do Estado.
Tenta a reeleição em 2016, sendo derrotado por Bernardo Rossi no segundo turno. Em 2018, se candidata à uma vaga na ALERJ. Mesmo concorrendo sub-judice devido a sua condenação por improbidade administrativa, recebeu 23.670 votos e ficou com a suplência. Posteriormente sua candidatura foi deferida pelo TSE, o que ajudou a modificar o quociente eleitoral, fazendo o PSB, que já havia eleito Carlos Minc, alcançar sua segunda cadeira na Assembleia Legislativa com Renan Ferreirinha.
Em 2020, concorre pela quinta vez à Prefeitura de Petrópolis, compondo chapa com o ex-prefeito Paulo Mustrangi, antigo adversário político que concorreu contra ele nas eleições de 2004 e 2012 e o sucedeu na prefeitura em 2009. Na eleição realizada em novembro, Bomtempo venceu no segundo turno ao obter 55,18% dos votos válidos, contra 44,82% do então prefeito Bernardo Rossi. No entanto, o TRE indeferiu sua candidatura, impedindo sua posse no cargo. Enquanto o recurso não era julgado, assumiu a vaga na ALERJ como deputado estadual após a ida de Renan Ferreirinha para a secretaria municipal de educação do Rio de Janeiro. A situação em Petrópolis ficou indefinida, tendo assumido como prefeito interino o presidente da Câmara de Vereadores Hingo Hammes. Em 14 de dezembro de 2021, o Tribunal Superior Eleitoral acata o recurso e oficializa sua vitória no pleito, determinando sua posse para o quarto mandato à frente da Prefeitura de Petrópolis, ocorrida quatro dias depois, em 18 de dezembro do mesmo ano. Em 2024 perdeu a reeleição ainda no primeiro turno, ficando em terceiro lugar ao receber 17% dos votos válidos.